# Halimede (geslacht)
Halimede is een geslacht van kreeftachtigen uit de klasse van de Malacostraca (hogere kreeftachtigen).

## Soorten
- Halimede coppingeri Miers, 1884
- Halimede fragifer (De Haan, 1835)
- Halimede ochtodes (Herbst, 1783)
- Halimede tyche (Herbst, 1801)